# Domul din Innsbruck

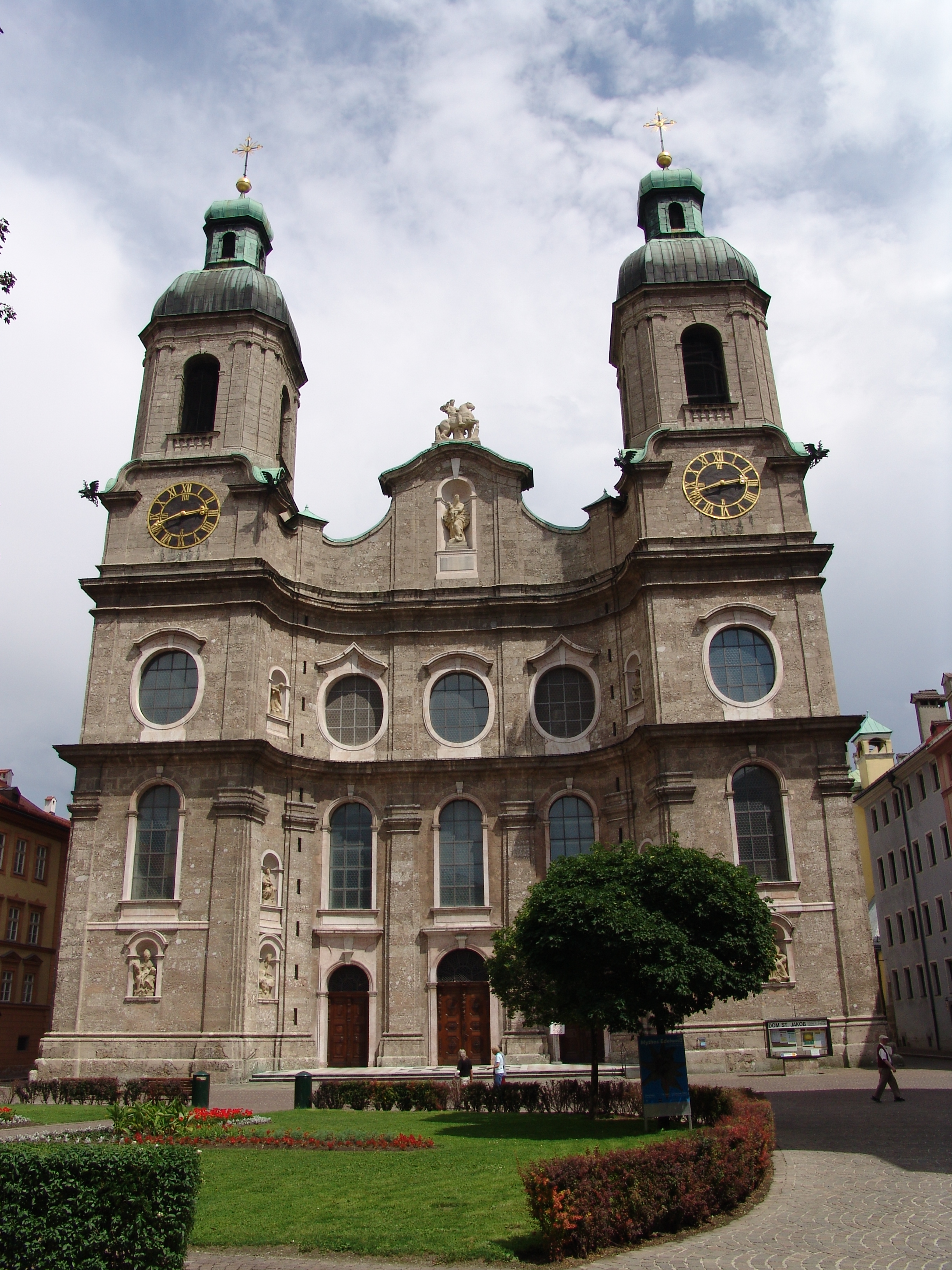
Domul Sf. Iacob din Innsbruck

Domul din Innsbruck (în germană Innsbrucker Dom), cunoscut și sub denumirea de Catedrala Sf. Iacob din Innsbruck (în germană Dom zu St. Jakob in Innsbruck), este catedrala episcopală a Diecezei de Innsbruck. 

## Istoric

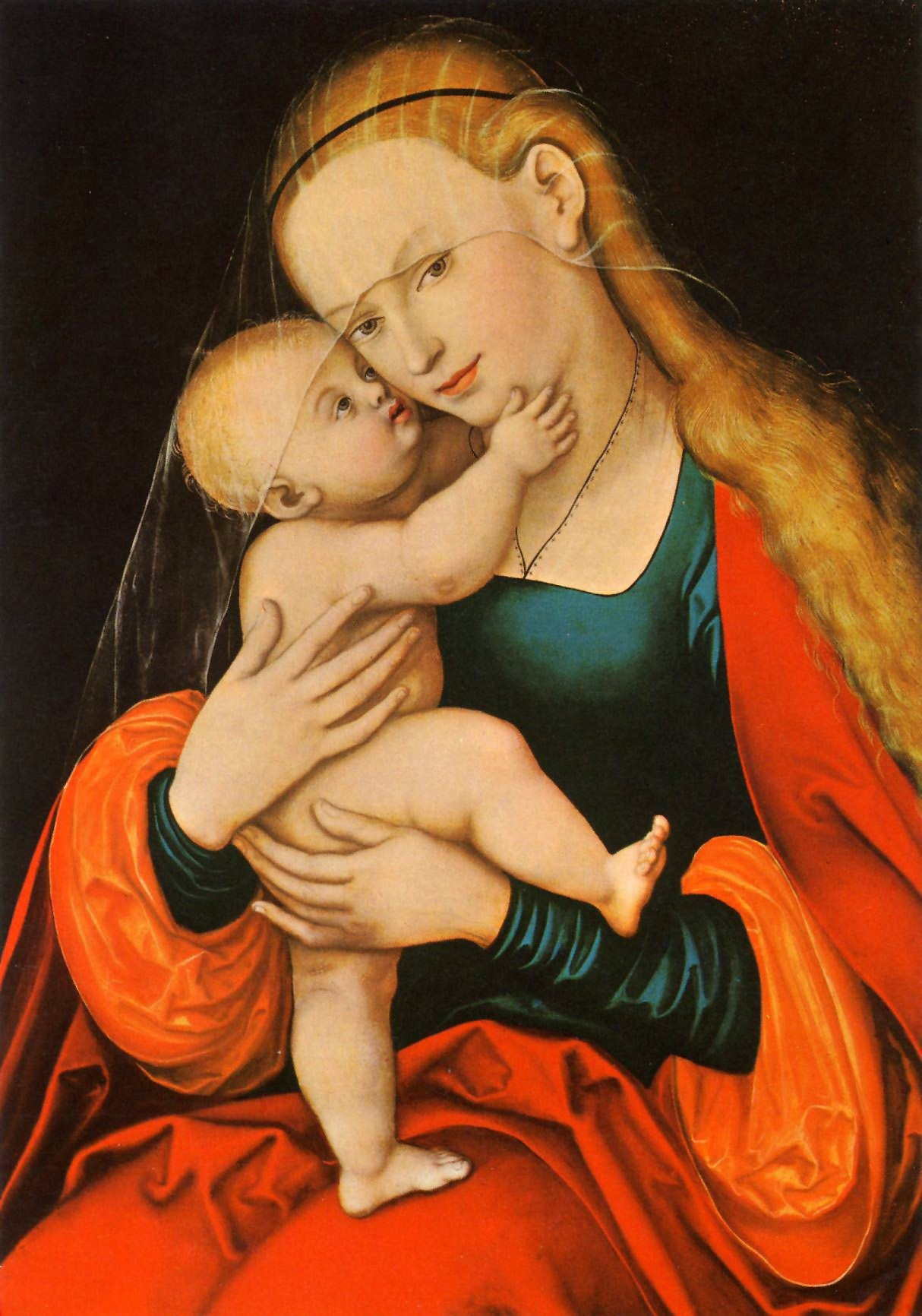
Mariahilf de Lucas Cranach cel Bătrân, circa 1520, în altarul principal

Se presupune că prima menționare a bisericii are loc într-un contract din 1180 ca „ecclesia in foro” erwähnte Kirche bereits 1181. Din anul 1270 datează prima atestare documentare a unei biserici cu hramul Sf. Iacob la Innsbruck. Biserica gotică a fost reprezentată în 1494 într-o acuarelă a lui Albrecht Dürer, apoi o imagine a acesteia a fost tipărită în Schwazer Bergwerksbuch. Biserica Sf. Iacob a devenit în 1643 o parohie independentă, după ce până atunci fusese biserică filială a Mănăstirii Wilten. Stema parohiei conține un pelerin și o scoică a Sfântului Iacob. În 1650 a fost adusă în biserică cunoscuta icoană Gnadenbild Mariahilf a lui Lucas Cranach cel Bătrân, care a transformat ulterior lăcașul de cult într-un loc de pelerinaj. Un cutremur din 1689 a cauzat bisericii o serie de daune. Biserica a fost reconstruită în stil baroc între anii 1717 și 1724 în conformitate cu planurile lui Johann Jakob Herkomer și Johann Georg Fischer. În anul 1904 parohia orașului Innsbruck a fost ridicată la rangul de prepozitură, iar prepozitul a primit împuterniciri speciale, între care funcția de pronotar apostolic și dreptul de a purta mitră, cruce pectorală și inel. În 1944 biserica a fost avariată de bombardamentele aliaților. În 1964 a fost înființată Dieceza de Innsbruck, iar biserica parohială a primit rangul de catedrală episcopală (dom). În anul 2000 a fost înființată Capela Preasfântului Sacrament din Turnul de Sud. În același an s-a sărbătorit jubileul de 350 de ani de la aducerea icoanei Mariahilf în fosta biserică parohială prin inaugurarea simultană a noii orgi a catedralei (Firma Pirchner, Steinach am Brenner; 3 manuale, 57 registre).
Acordarea hramului Sf. Iacob către această biserică subliniază situarea sa pe ruta de pelerinaj Drumul Sfântului Iacob, de la Innsbruck la Santiago de Compostela, în Spania, unul dintre cele cele mai importante trei locuri de pelerinaj din Evul Mediu, împreună cu Ierusalimul și Roma.

## Arhitectură

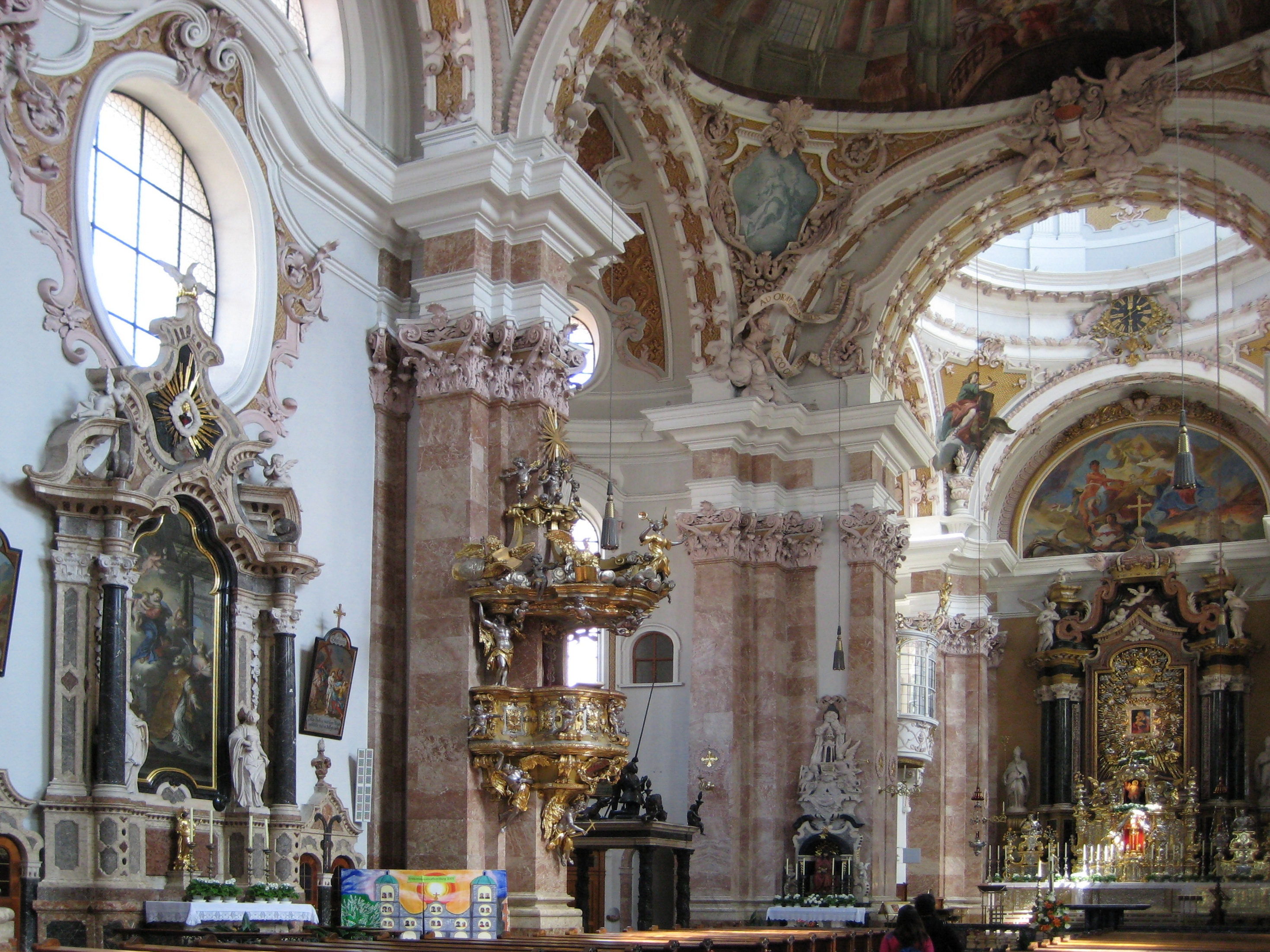
Amvonul

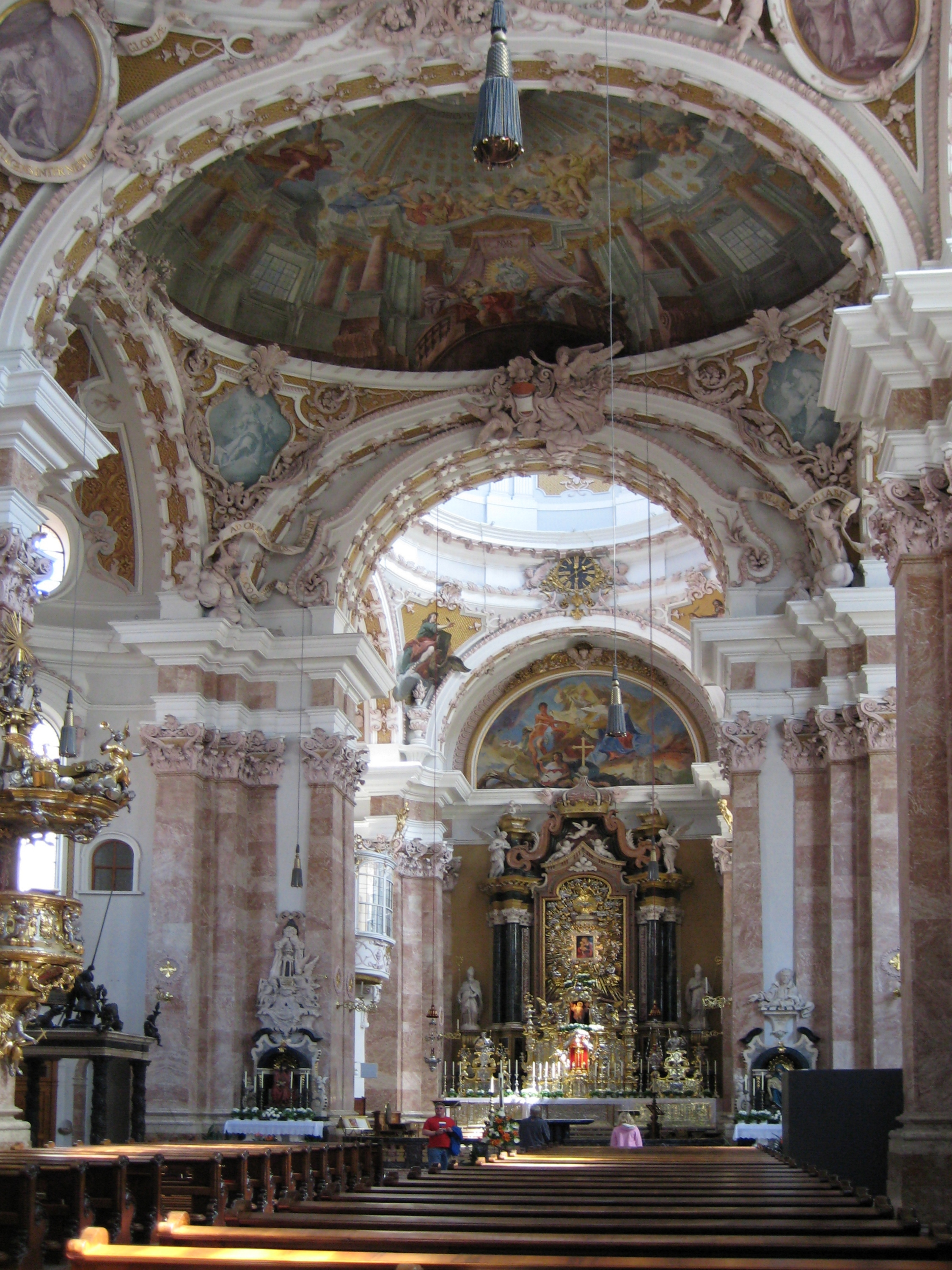
Interiorul

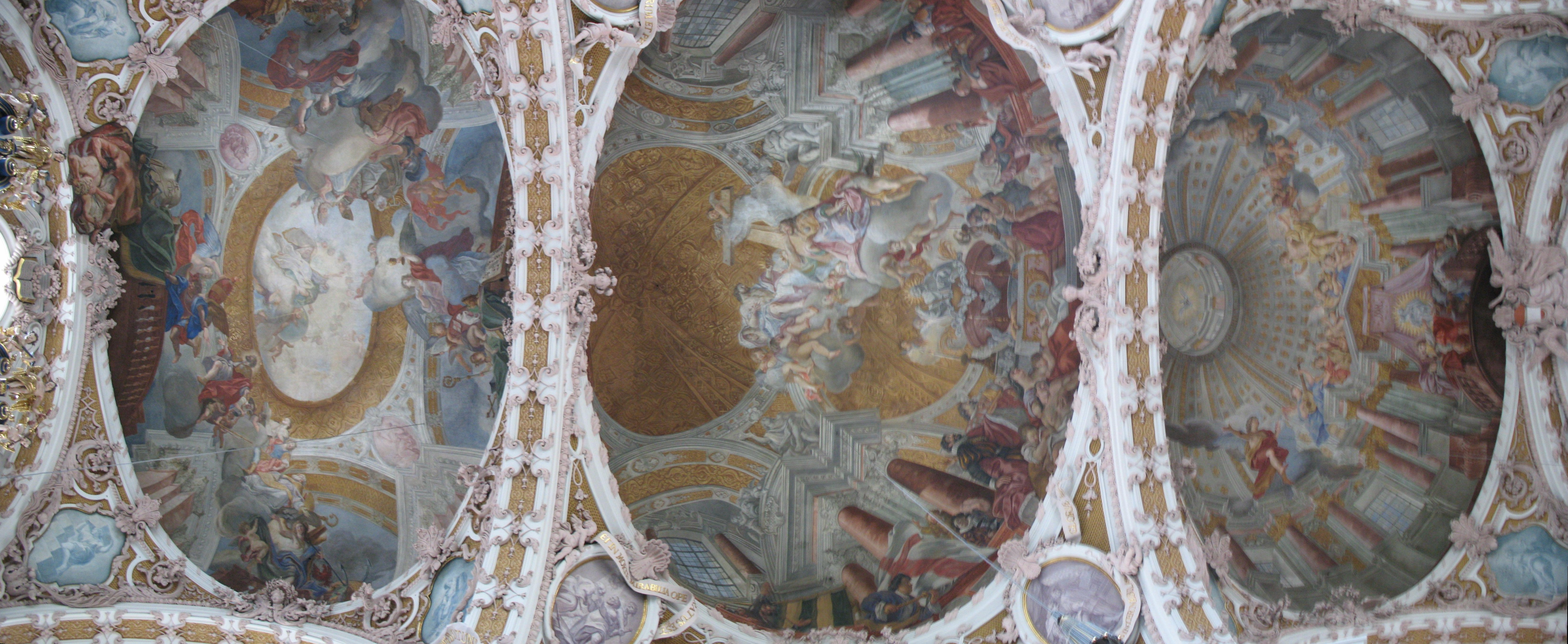
Plafon

În biserica se află mormântul lui Maximilian al III-lea, regent al Tirolului (1612-1618). Acesta a fost proiectat de Caspar Gras, după schițele lui Hubert Gerhard, fiind turnat de Heinrich Reinhart. Deosebit de interesante sunt coloanele răsucite, decorate printre altele cu plante, melci, păsări și lăcuste. Mai sus, prințul este în genunchi lângă Sf. Gheorghe și balaurul. Sf. Gheorghe a fost patronul Tirolului până în 1772, apoi a fost urmat de Sf. Iosif. Începând din anul 2005, Sfântul Gheorghe a fost repus ca al doilea patron al landului după Sf. Iosif.
O piatră de mormânt amintește de arhiducele Eugen de Austria, comandant (Oberbefehlshaber) al Armatei Austro-Ungare în Primul Război Mondial, membru, de asemenea, al Ordinului teutonic.
Amvonul aurit este o lucrare a lui Nikolaus Moll, ce datează de pe la 1724. Amvonul este sprijinit de personificări ale celor trei virtuți teologice: credința (un înger cu o cruce), dragostea (un îngerul care-și arată inima), nădejdea (înger cu o ancoră).
Frescele de pe plafon sunt pictate de Cosmas Damian Asam, iar stucatura a fost realizată de Egid Quirin Asam. Iconografia a fost realizată în stil baroc. Portretul Sfintei Fecioare Maria cu copilul Isus din altarul central este opera pictorului Lucas Cranach cel Bătrân.

## Orga

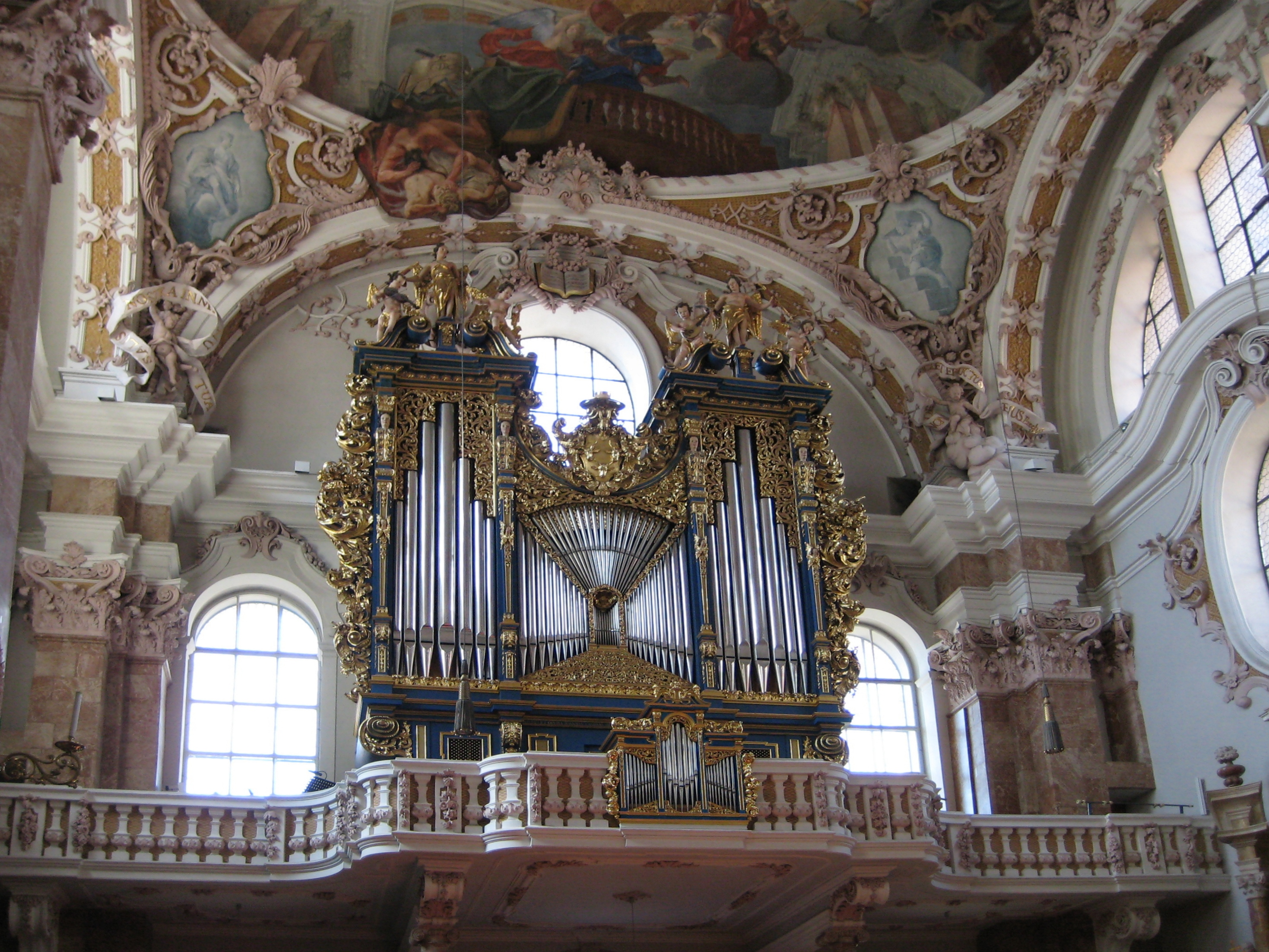
Casa orgii din 1725

Marea orgă din galeria de vest a fost construită între anii 1998 și 2000 de către fabricantul austriac de orgi Pirchner (Steinach a. Br.) în locașul orgii construite de Johann Kaspar Humpel în anul 1725, folosind țevile orgii anterioare. Instrumentul are tractură mecanică și manuală și un total de 57 de registre (3.729 țevi).
| I Hauptwerk C–g3 |                    |      |
| 1.               | Bordun             | 16′  |
| 2.               | Prinzipal          | 8′   |
| 3.               | Voce umana         | 8′   |
| 4.               | Hohlflöte          | 8′   |
| 5.               | Gamba              | 8′   |
| 6.               | Oktave             | 4′   |
| 7.               | Spitzflöte         | 4′   |
| 8.               | Quinte             | 2/3′ |
| 9.               | Superoktave        | 2′   |
| 10.              | Mixtur major IV    | 2′   |
| 11.              | Mixtur minor IV    | 1/3′ |
| 12.              | Cornet V (ab cis1) | 8′   |
| 13.              | Fagott             | 16′  |
| 14.              | Trompete           | 8′   |
| 15.              | Clairon            | 4′   |

| II Oberwerk C–g3 (schwellbar) |                 |       |
| 16.                           | Quintadena      | 16′   |
| 17.                           | Prinzipal       | 8′    |
| 18.                           | Rohrflöte       | 8′    |
| 19.                           | Salizional      | 8′    |
| 20.                           | Vox coelestis   | 8′    |
| 21.                           | Oktave          | 4′    |
| 22.                           | Nachthorn       | 4′    |
| 23.                           | Fugara          | 4′    |
| 24.                           | Nasard          | 2/3′  |
| 25.                           | Oktave          | 2′    |
| 26.                           | Terz            | 13/5′ |
| 27.                           | Sifflet         | 1′    |
| 28.                           | Mixtur IV       | 1/3′  |
| 29.                           | Trompette Harm. | 8′    |
| 30.                           | Cromorne        | 8′    |
|                               | Tremulant       |       |

| III Unterwerk C–g3 (schwellbar) |                 |      |
| 31.                             | Gedeckt         | 8′   |
| 32.                             | Spitzgamba      | 8′   |
| 33.                             | Prinzipal       | 4′   |
| 34.                             | Gedeckt         | 4′   |
| 35.                             | Flöte           | 2′   |
| 36.                             | Larigot         | 1/3′ |
| 37.                             | Scharff III     | 1′   |
| 38.                             | Echokornett III | 2/3′ |
| 39.                             | Voix humaine    | 8′   |
|                                 | Tremulant       |      |

| IV Rückpositiv f0–d3 (Solo) |                 |      |
| 40.                         | Prinzipal       | 8′   |
| 41.                         | Flöte           | 8′   |
| 42.                         | Prinzipal       | 4′   |
| 43.                         | Oktave          | 2′   |
| 44.                         | Mixtur III      | 1/3′ |
| 45.                         | Sesquialtera II | 2/3′ |
| 46.                         | Trompete        | 8′   |

| Pedale C–f1 |            |        |
| 47.         | Prinzipal  | 16′    |
| 48.         | Subbass    | 16′    |
| 49.         | Violonbass | 16′    |
| 50.         | Quintbass  | 102/3′ |
| 51.         | Oktavbass  | 8′     |
| 52.         | Bassflöte  | 8′     |
| 53.         | Oktave     | 4′     |
| 54.         | Mixtur VI  | 2/3′   |
| 55.         | Posaune    | 16′    |
| 56.         | Trompete   | 8′     |
| 57.         | Schalmey   | 4′     |

- Cuploare: II/I, III/I, I/III, I/P, II/P, III/P
- Spielhilfen:
  - An- und Absteller: Unterwerk ein/aus, Rückpositiv ein/aus
  - Sperrventile: Hauptwerk Außenladen ab (Nr. 1, 5, 12-15), Pedal Außenladen ab (Nr. 49, 50, 55-57)

## Clopote

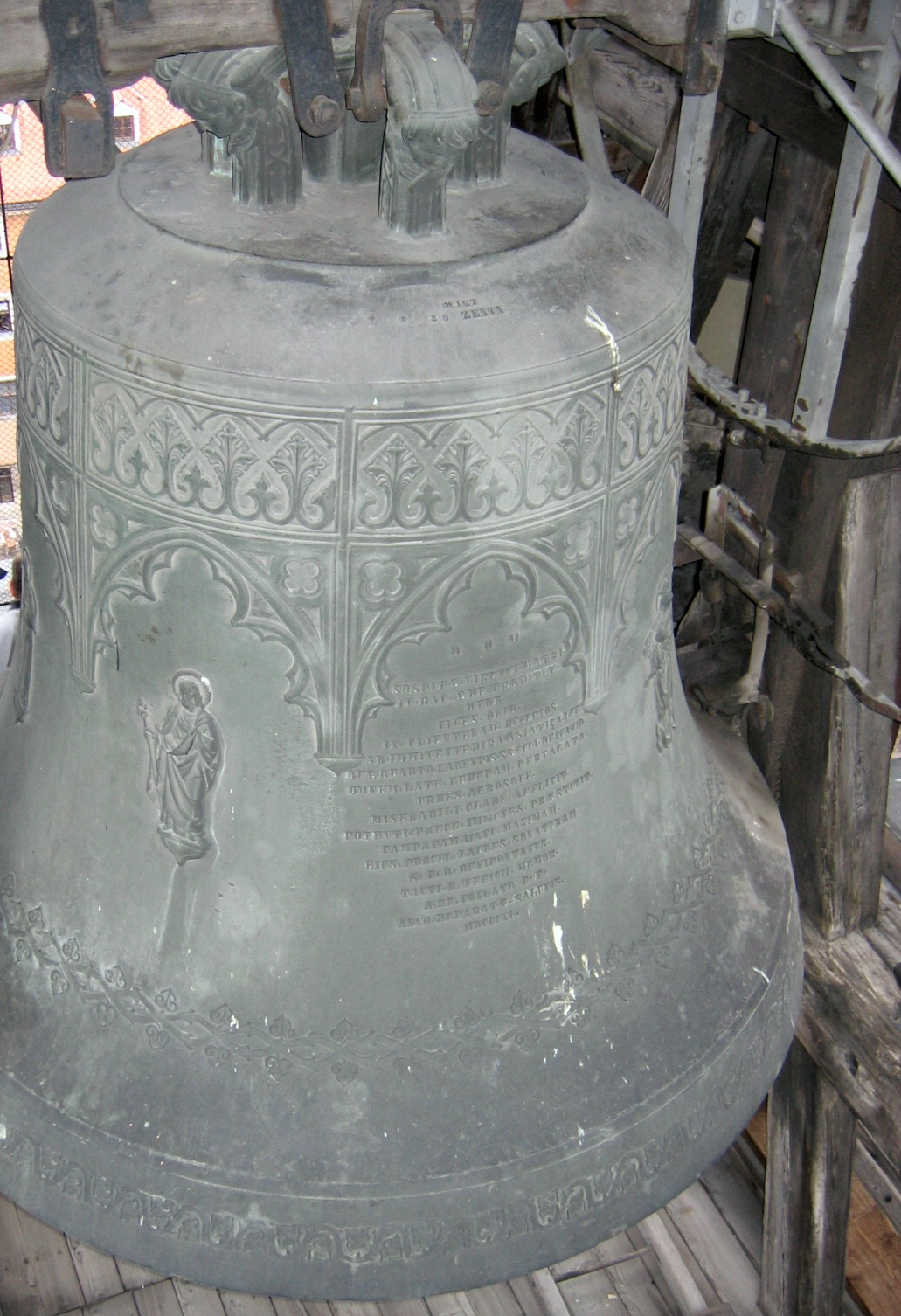
Mariahilfglocke se află printre cele mai importante clopote ale istoricismului în Austria.

Mariahilfglocke (denumit și Große Pfarrglocke) este al doilea clopot istoric ca mărime din Tirol. El a fost turnat de Glockengießerei Grassmayr din Innsbruck în 1846 și se află în turnul de nord. În fiecare vineri, la ora 15, dangătul său amintește ora morții lui Hristos. Cele șapte clopote achiziționate recent (în 1961 și 1965) din aceeași turnătorie se află în turnul de sud. Începând din 1982, în Turnul de Nord se află Innsbrucker Friedensglockenspiel; el conține 48 de clopote și este cel mai mare și mai puternic clopot din Austria. Clopotele cu o greutate totală de 4.100 kg au fost turnate în turnătoria de clopote olandeză Eijsbouts și bat zilnic la ora 12:10.
| Nr. | Nume                              | Anul turnării | Turnătorie, Locul de turnare | Diametru (mm) | Greutate (kg) | Nominal (Ton-16tel) | Observații                         |
| 1   | Mariahilf- oder Große Pfarrglocke | 1846          | Johann Grassmayr, Innsbruck  | 2210          | 6342          | g0 –2               | Sunetul clopotului Mariahilfglocke |
| 2   | Priminus                          | 1961          | Grassmayr, Innsbruck         | 1720          | 3123          | h0 –2               |                                    |
| 3   | Josef und Georg                   | 1961          | Grassmayr, Innsbruck         | 1410          | 1674          | d1 –2               |                                    |
| 4   | Paulus                            | 1961          | Grassmayr, Innsbruck         | 1280          | 1221          | e1 –2               |                                    |
| 5   | Anna und Petrus Canisius          | 1965          | Grassmayr, Innsbruck         | 1020          | 680           | g1 –2               | legat în prezent                   |
| 6   | Matthäus                          | 1961          | Grassmayr, Innsbruck         | 940           | 475           | a1 –2               |                                    |
| 7   | Christophorus und Homobonus       | 1961          | Grassmayr, Innsbruck         | 850           | 356           | h1 –2               |                                    |
| 8   | Totenglocke                       | 1961          | Grassmayr, Innsbruck         | 700           | 202           | d2 –2               |                                    |

## Media
- Înregistrarea sunetului clopotelor pe YouTube

Coordonate: 47° 16′ 9″ N, 11° 23′ 36″ E